# Dreieck Holledau
Dreieck Holledau is een knooppunt in de Duitse deelstaat Beieren.
Op dit trompetknooppunt dat ligt in de regio Holledau, sluit de A93 vanuit Regensburg aan op de A9 Neurenberg-München.

## Richtingen knooppunt
| Aansluitende wegen                                  | Aansluitende wegen | Aansluitende wegen       | Aansluitende wegen | Aansluitende wegen                              |
| --------------------------------------------------- | ------------------ | ------------------------ | ------------------ | ----------------------------------------------- |
| richting Langenbruck / Ingolstadt Nürnberg / Berlin |                    |                          |                    | richting Wolnzach / Regensburg Hof / Praag (CZ) |
|                                                     |                    |                          |                    |                                                 |
|                                                     |                    |                          |                    |                                                 |
|                                                     |                    |                          |                    |                                                 |
|                                                     |                    | richting München (A) (I) |                    |                                                 |